# آب مضاف
آب مضاف آبی است که از چیزی گرفته شود، مانند آب هندوانه و گلاب یا با چیزی مخلوط شود، مانند آبی که با گل مخلوط گردد، به صورتی که دیگر به آن آب نگویند. در احکام اسلامی با آب مضاف نمی‌توان چیزهای نجس را پاک نمود.